# Robertfesten 2009
Robertfesten 2009 fandt sted i Cirkusbygningen i København 1. februar 2009. Prisuddelingen var arrangeret af Danmarks Film Akademi og fandt sted for 25. gang siden starten i 1984.

## Vindere og nominerede

### Årets danske spillefilm
Frygtelig lykkelig – Henrik Ruben Genz, Thomas Gammeltoft, Tina Dalhoff
Den du frygter – Kristian Levring, Sisse Graum Jørgensen
Flammen og Citronen – Ole Christian Madsen, Lars Bredo Rahbek
Lille soldat – Annette K. Olesen, Ib Tardini
To verdener – Niels Arden Oplev, Thomas Heinesen

### Årets børne- og familiefilm
Max Pinlig – Lotte Svendsen, Per Holst
Frode og alle de andre rødder – Bubber, Tivi Magnussen, Tomas Radoor, Johanne Stryhn Hørby, Christian Potalivo
Disco ormene – Thomas Borch Nielsen, Nina Crone

### Årets instruktør
Henrik Ruben Genz for Frygtelig lykkelig
Kristian Levring for Den du frygter
Ole Christian Madsen for Flammen og Citronen
Annette K. Olesen for Lille soldat
Niels Arden Oplev for To verdener

### Årets mandlige hovedrolle
Jakob Cedergren for Frygtelig lykkelig
Anders W. Berthelsen for Det som ingen ved
Carsten Bjørnlund for En enkelt til Korsør
Thure Lindhardt for Flammen og Citronen
Ulrich Thomsen for Den du frygter

### Årets mandlige birolle
Jens Jørn Spottag for To verdener
Mick Øgendahl for Blå mænd
Mads Mikkelsen for Flammen og Citronen
Lars Brygmann for Frygtelig lykkelig
Henrik Prip for Dig og mig

### Årets kvindelige hovedrolle
Lene Maria Christensen for Frygtelig lykkelig
Julie Ølgaard for Dig og mig
Paprika Steen for Den du frygter
Rosalinde Mynster for To verdener
Trine Dyrholm for Lille soldat

### Årets kvindelige birolle
Sarah Boberg for To verdener
Stine Stengade for Flammen og Citronen
Lorna Brown for Lille soldat
Laura Christensen for Dig og mig
Emma Sehested Høeg for Den du frygter

### Årets manuskript
Dunja Gry Jensen, Henrik Ruben Genz for Frygtelig lykkelig
Kristian Levring, Anders Thomas Jensen for Den du frygter
Lars Andersen, Ole Christian Madsen for Flammen og Citronen
Rasmus Heisterberg, Nikolaj Arcel for Rejsen til Saturn
Niels Arden Oplev, Steen Bille for To verdener